# STS-49
STS-49 est la première mission de la navette spatiale Endeavour.

## Équipage
- Commandant : Daniel Brandenstein (4)  États-Unis
- Pilote : Kevin P. Chilton (1)  États-Unis
- Spécialiste de mission : Pierre J. Thuot (2)  États-Unis
- Spécialiste de mission : Kathryn C. Thornton (2)  États-Unis
- Spécialiste de mission : Richard J. Hieb (2)  États-Unis
- Spécialiste de mission : Thomas D. Akers (2)  États-Unis
- Spécialiste de mission : Bruce E. Melnick (2)  États-Unis

Le chiffre entre parenthèses indique le nombre de vols spatiaux effectués par l'astronaute au moment de la mission.

## Paramètres de la mission
- Masse :
  - Navette au décollage : 91 214 kg
  - Chargement : 14 618 kg
- Périgée : 268 km
- Apogée : 341 km
- Inclinaison : 28,35°
- Période : 90,6 min

### Sortie dans l'espace
- Thuot et Hieb  - EVA 1
- Début EVA 1: 10 mai 1992 - 20h40 UTC
- Fin EVA 1: 11 mai 1992 - 00h23
- Durée: 3 heures 43 minutes

- Thuot et Hieb  - EVA 2
- Début EVA 2: 11 mai 1992 - 21h05 UTC
- Fin EVA 2: 12 mai 1992 - 02h35 UTC
- Durée: 5 heures 30 minutes

- Thuot, Hieb et Akers  - EVA 3
- Début EVA 3: 13 mai 1992 - 21h17 UTC
- Fin EVA 3: 14 mai 1992 - 05h46 UTC
- Durée: 8 heures 29 minutes

- Thornton et Akers  - EVA 4
- Début EVA 4: 14 mai 1992 - ~21h00 UTC
- Fin EVA 4: 15 mai 1992 ~05h00 UTC
- Durée: 7 heures 44 minutes

## Objectifs
La mission STS-49 est la mission inaugurale d'Endeavour, elle avait pour objectif de réparer le satellite de télécommunication Intelsat 603.